# 少府
少府，中國古代中央官名，历代职掌不一，唐朝以后多称少府监，元朝始废。在漢代，少府也是地方官吏職位，亦作「小府」。

## 历史

### 战国
战国时，始置少府，掌管手工业和国君的私人庄园。

### 秦汉
秦汉沿置少府，列为九卿之一，负责征收山海地泽收入和管理手工业制造，掌管天子私用的府庫及私人的收入。东汉时，并兼管宫廷所用服御诸物、宝货、珍膳等。
漢代地方郡縣中，也有少府一職，或作「小府」。郡太守的收入，除正式俸祿外，有一部份是以公家產業所得，供太守使用。少府掌管這些供太守私人調用的產業；縣小府則「主出納，主餉糧」。

### 魏晋南北朝
在魏晋及南朝，少府部分原有的权力转归殿中监。少府专事工艺制造及钱币鼓铸。北朝没有少府的建制，改设太府寺。

### 唐、宋
唐代少府仅掌管百工技巧诸务。
宋朝则掌制造门戟、神衣、旌节、祭玉、法物、牌印、朱记、百官拜表法物等事。钱币鼓铸设铸钱监管辖，但铸钱监为少府下属机构。

### 元
元朝废少府。前代少府所领诸事散诸将作院、中政院、徽政院、储政院分领。

#### 将作院
元代升将作监为将作院。但是与前代将作监专管公用之建筑不同，元朝的将作院专司宫廷器用及衣冠服饰之制作，相当于前代的少府、少府监。其所辖各种工艺品的作场也是非常繁多的，依其种类分设三个总管府掌管：
- 诸路金玉人匠总管府。所属有玉局提举司、金银器盒提举司、玛瑙提举司、金丝子局、玉带斜皮局、瓘玉局、浮梁磁局、画局、装钉局、大小雕木局、温犀玳瑁局、漆纱冠冕局等。
- 异样局总管府。所属有异样纹绣提举司、异样织染提举司、纱罗提举司等。
- 大都等路民匠总管府。所属有备章总院、尚衣局、御衣局、织佛像提举司等。

#### 中政院
专门负责皇后的宫廷供奉事宜，兼领皇后分地租税。下设有中瑞司、内正司、正翊司等。

#### 徽政院
专门负责皇太后的宫廷供奉事宜，兼领皇太后分地租税。

#### 储政院
专门负责皇太子的宫廷供奉事宜，兼领皇太子分地租税。

### 明
明朝，宫廷供应归诸工部。

### 清
清朝，专设内务府管理皇室、八旗事务，前代少府事均为所领。

## 官职别称
唐代别称县令为明府，称县尉为少府。后世相沿不改。

### 引用
1. ↑  許倬雲：《求古編》，頁610。
2. ↑  許倬雲：《求古編》，頁610-611；嚴耕望：《中國地方行政制度史》，頁126-127。
3. ↑  嚴耕望：《中國地方行政制度史》，頁226。